# Stadion im. Andonisa Papadopulosa
Stadion im. Andonisa Papadopulosa – stadion piłkarski w Larnace. Swoje mecze rozgrywa na nim drużyna: Anorthosis Famagusta.